# VfR Garching
El VfR Garching es un equipo de fútbol de Alemania que milita en la Regionalliga Bayern, una de las ligas que componen el cuarto nivel de fútbol en el país.Además se dedica a otras disciplinas deportivas como las artes marciales, el baloncesto, el balonmano, el voleibol, el atletismo y la Gimnasia.

## Historia
Fue fundado en el año 1921 en la ciudad de Garching bei München como un club multideportivo que tiene secciones en baloncesto, judo, balonmano, atletismo, gimnasia, voleibol, pero su sección más exitosa es la de fútbol. 
En 1937 la vida del club a una virtual paralización. Después del final de la Segunda Guerra Mundial en 1946, el deporte reanudó operaciones luego de que desapareciera por la ocupación de las fuerzas aliadas en Alemania. En 1973 nacieron los departamentos de gimnasia y voleibol.
Hasta mediados de la década de 1980, el club jugó en las ligas menores de fútbol del distrito de Múnich. En 1991, el club fue relegado por primera vez en la Bezirksoberliga. Tras el descenso en 1995 logró en 2009, el retorno a la Bezirksoberliga. Como parte de la reforma de la ligas de la Asociación de Fútbol de Baviera en 2012, el club se integró a la Landesliga. No tuvieron éxito en el primer año bajo el entrenador Daniel Weber. Después de los partidos de ascenso contra el SpVgg Grün-Weiß Deggendorf y el SV Friesen, clasificó al club para la Bayernliga. La siguiente temporada 2013/14 fue el éxito deportivo. El retiro de la mejor clasificado BC Aichach de la Bayernliga del Sur, dio el segundo lugar a la promoción por primera vez a la Regionalliga Bayern.

## Palmarés
- Bayernliga Süd: 1 (V)

2016
- Bezirksliga Oberbayern-Nord: 2 (VI-VIII)

1991, 2009
- Kreisliga München IV: 1 (VIII)

2005